# Середня Балаклійка
Сере́дня Балаклі́йка — річка в Україні, у Шевченківській селищній громаді Куп'янського району,  Балаклійській міській громаді Ізюмського району Харківської області, права притока Балаклійки (басейн Сіверського Дінця).

## Опис
Довжина річки 40 км, площа басейну 345 км², похил 0,98 м/км. Долина переважно трапецієподібна, на окремих ділянка ящикоподібна; завширшки від 1,5 до 4 км, завглибшки 20—50 м. Заплава двостороння, подекуди заболочена, завширшки від 50 до 700 м. Річище помірно звивисте, завширшки до 30—50 м (у нижній течії), завглибшки до 2 м. Влітку міліє. У верхів'ях споруджено кілька ставків.

## Розташування
Річка бере початок на схід від села Олександрівка. Тече спершу на захід, далі — переважно на південний захід. Впадає до Балаклійки між селом Вербівка і містом Балаклія.
Населені пункти вздовж берегової смуги: села Олександрівка, Петропілля, Сумське, Богодарівка, Семенівка, Волохів Яр, Яковенкове, Вербівка, місто Балаклія.

## Притоки
- Середній Яр ― ліва притока у Шевченківській селищній громаді, впадає у Середню Балаклійку у селі Олександрівка[2]
- Кручений Яр ― права притока
- Яр Гнилий ― права притока
- Вила ― балка, ліва притока у Балаклійській міській громаді. Впадає у Середню Балаклійку на північному сході від села Волохів Яр [3]
- Волохів Яр —  права притока у Балаклійській громаді. Впадає у Середню Балаклійкуна північно-західній околиці села Волохів Яр[4]
- Таранушин —  яр, ліва притока у Балаклійській громаді. Впадає у Середню Балаклійку у селі Волохів Яр[5]
  - Ольшина Балка — ліва притока Яру Таранушиного[6]
- Липовий —  яр, права притока у Балаклійській громаді. Впадає у Середню Балаклійку на південно-західній околиці села Волохів Яр[7]
- Кривоносів ― яр, ліва притока у Балаклійській громаді. Впадає у Середню Балаклійку на південно-східній околиці села Волохів Яр[8]
- Хрести ― права притока
- Плоскінний ― яр, ліва притока у Балаклійській громаді. Впадає у Середню Балаклійку південніше села Волохів Яр[9]
- Балка Дудникова ― права притока
- Солодкий Яр — права притока, точне місце впадіння невідоме[10]

## Цікавий факт
Долина річки знаходиться у межах елементу Смарагдової мережі Європи UA0000289 Balakliyky